# Scoloplos agrestis
Scoloplos agrestis är en ringmaskart som beskrevs av Nonato och Luna 1970. Scoloplos agrestis ingår i släktet Scoloplos och familjen Orbiniidae. Inga underarter finns listade i Catalogue of Life.